# Karabasz (obwód czelabiński)
Karabasz (ros. Карабаш) – miasto w Rosji, w obwodzie czelabińskim; kod OKATO 75415 – miasto obwodowego podporządkowania.

## Historia
Karabasz został założony w 1822 jako wioska kopaczy złota nad brzegiem rzeki Sak-Elga. W 1834 roku, w związku z odkryciem złoża rud miedzi złotonośnych w Dolinie Sojmanowskiej, zbudowano pierwszą sojmanowską hutę miedzi (uruchomiona w 1837, działała przez 5 lat). Wieś otrzymała nazwę Sojmanowska. W 1907 w pobliżu kopalni Koniuchowska zbudowano drugą hutę, w tym samym czasie rozpoczęto budowę trzeciej w pobliżu góry Karabasz (kara – „czarny” i basz – „szczyt”), uruchomionej w 1910. W 1928 otrzymał prawa osiedla miejskiego, a w 1933 prawa miejskie.

## Geografia
Karabasz znajduje się 113 kilometrów od Czelabińska. Miasto położone jest w dolinie sojmanowskiej rzeki Sak-Elga w pobliżu góry Karabasz w północnej części południowego Uralu.

## Gospodarka
W Karabaszu działa kombinat miedzi.

## Kultura
W Karabaszu funkcjonuje lokalne muzeum historii.

## Galeria

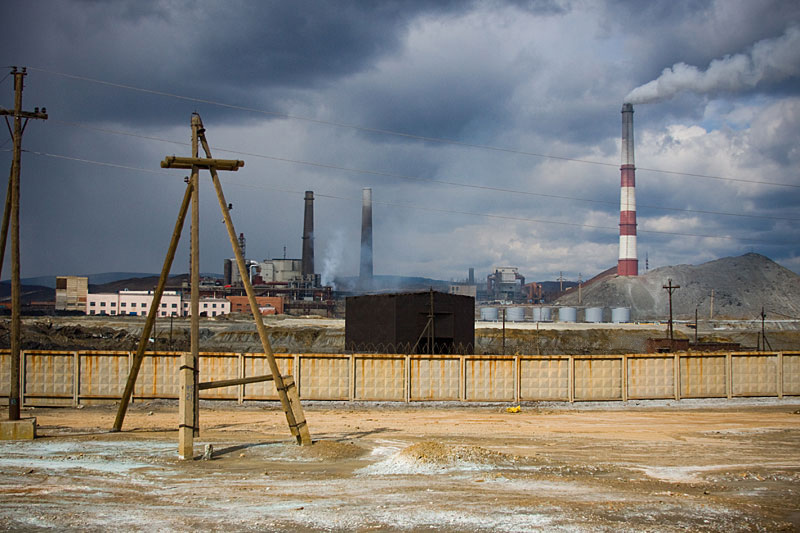
JSC „Karabashmed”
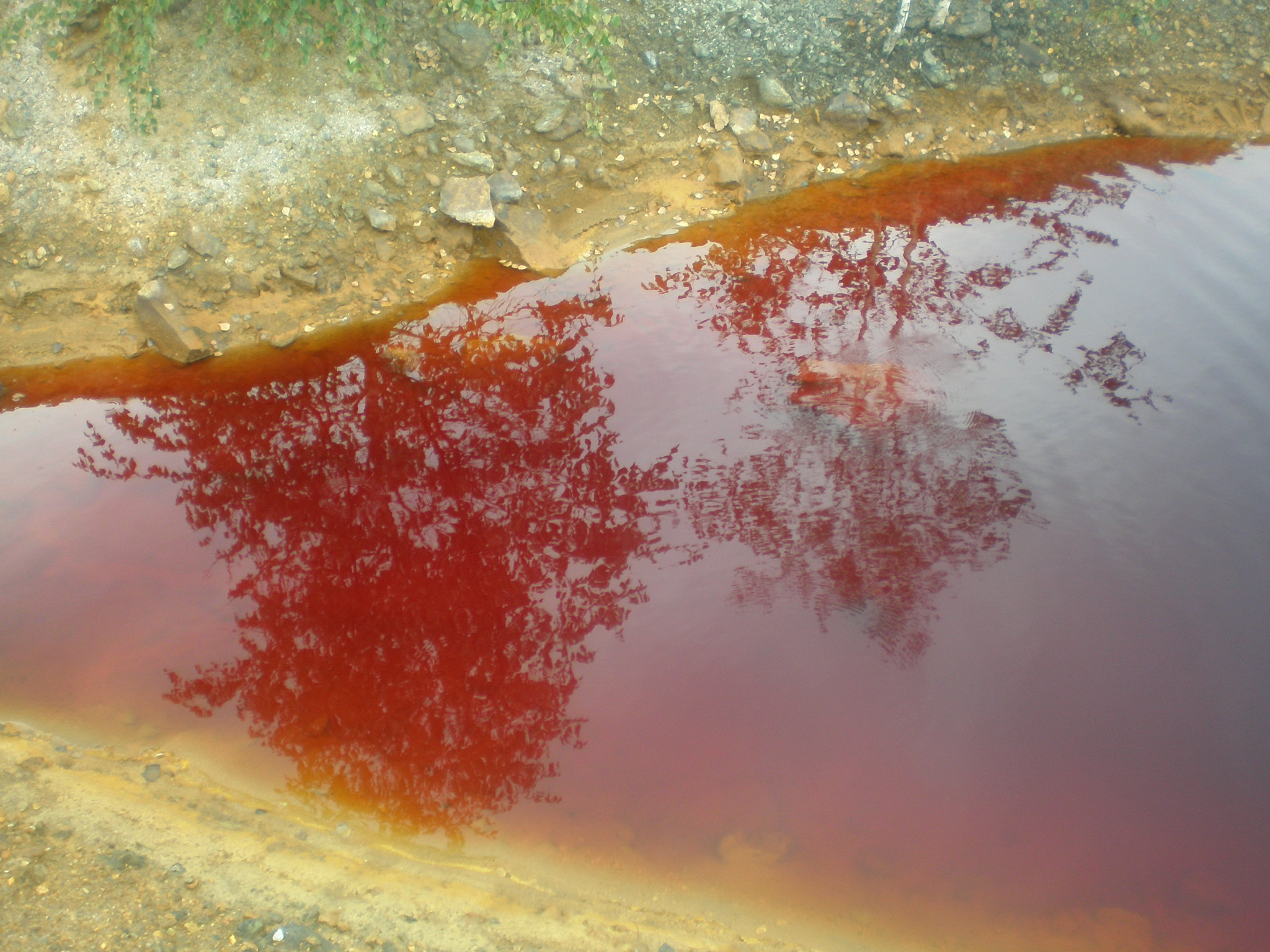
Woda rzeki Sak-Yelga
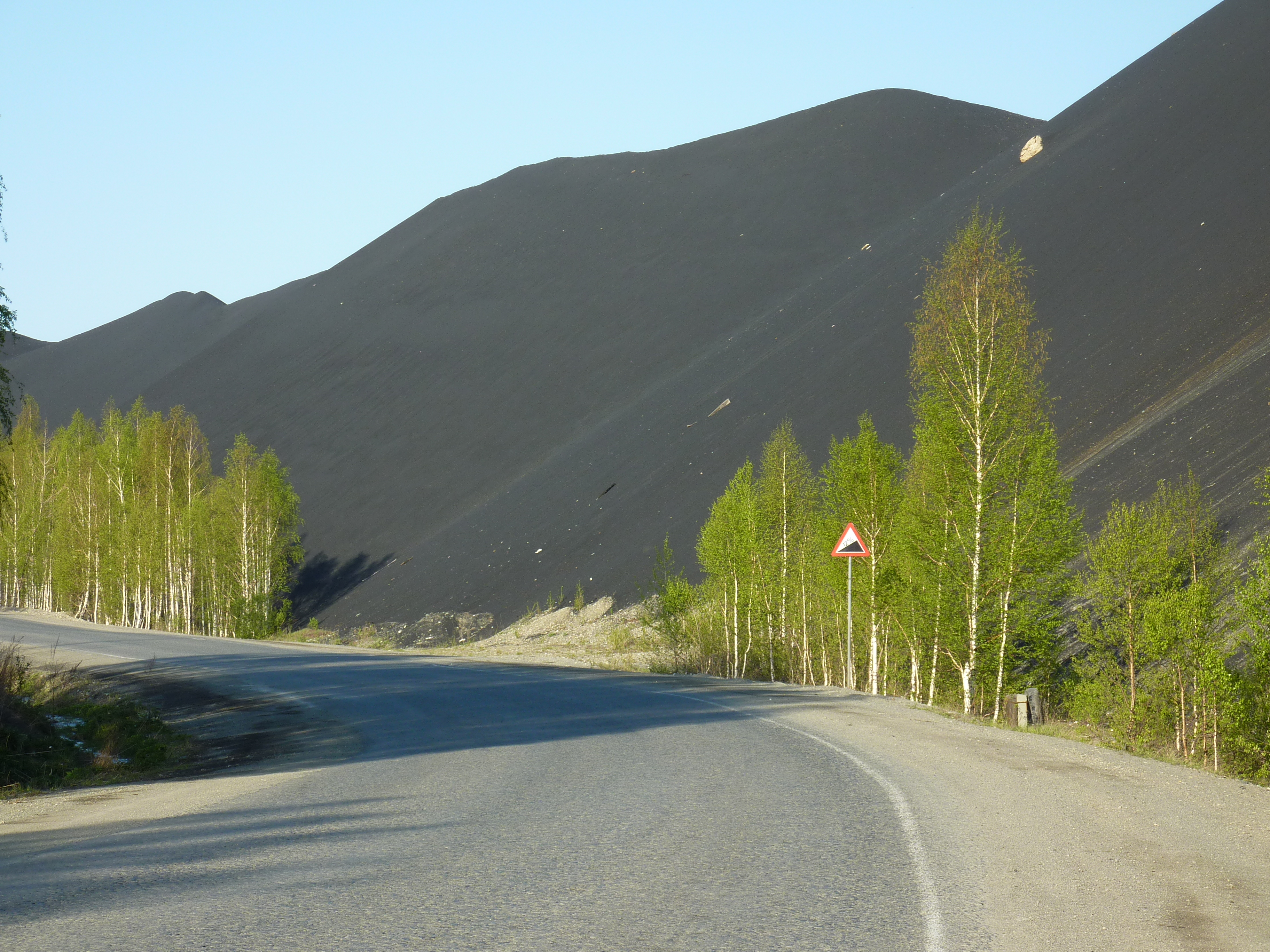
Sztuczne góry żużlowe
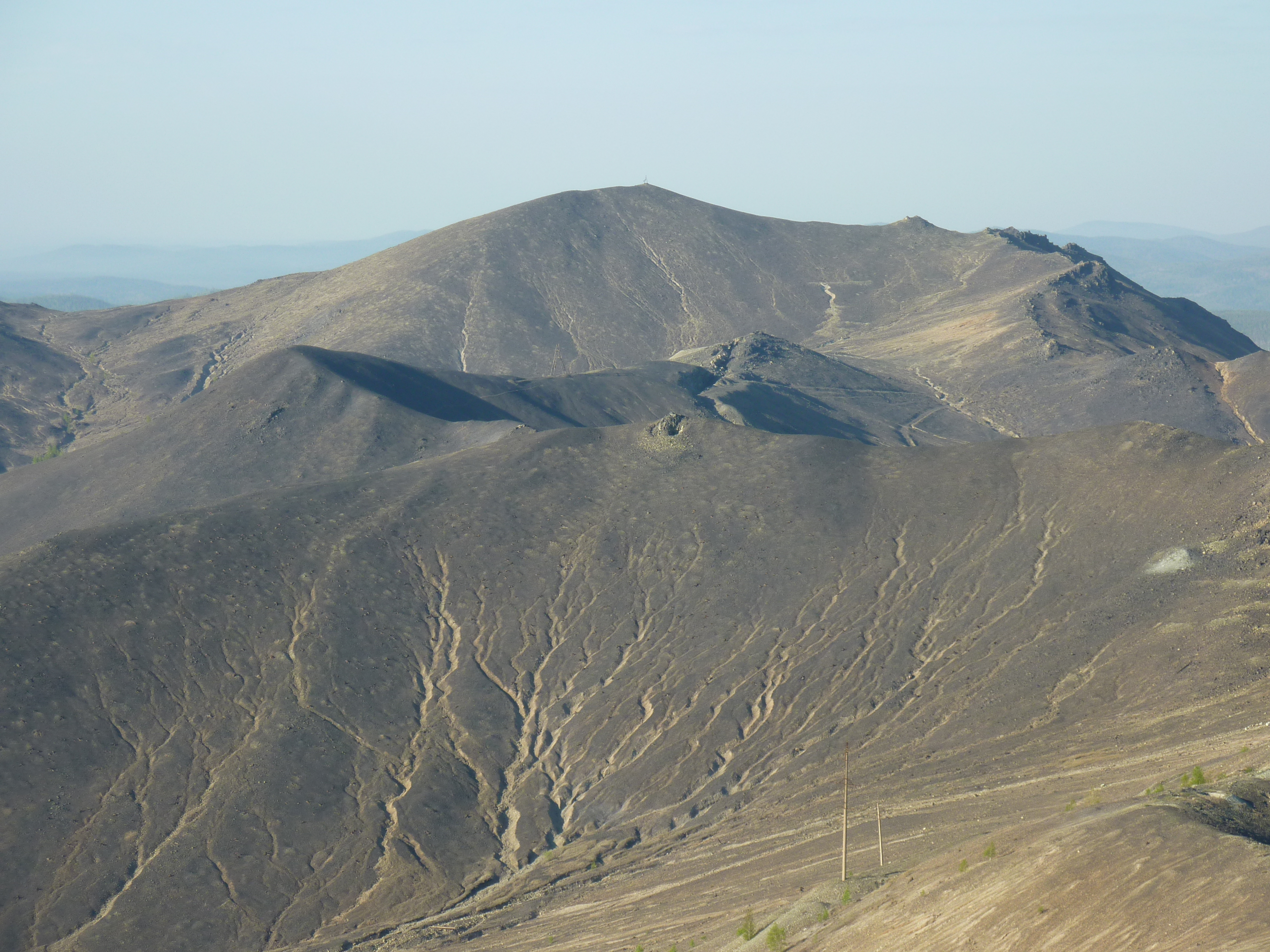
Góra w Karabaszu, łysa od emisji fabrycznych
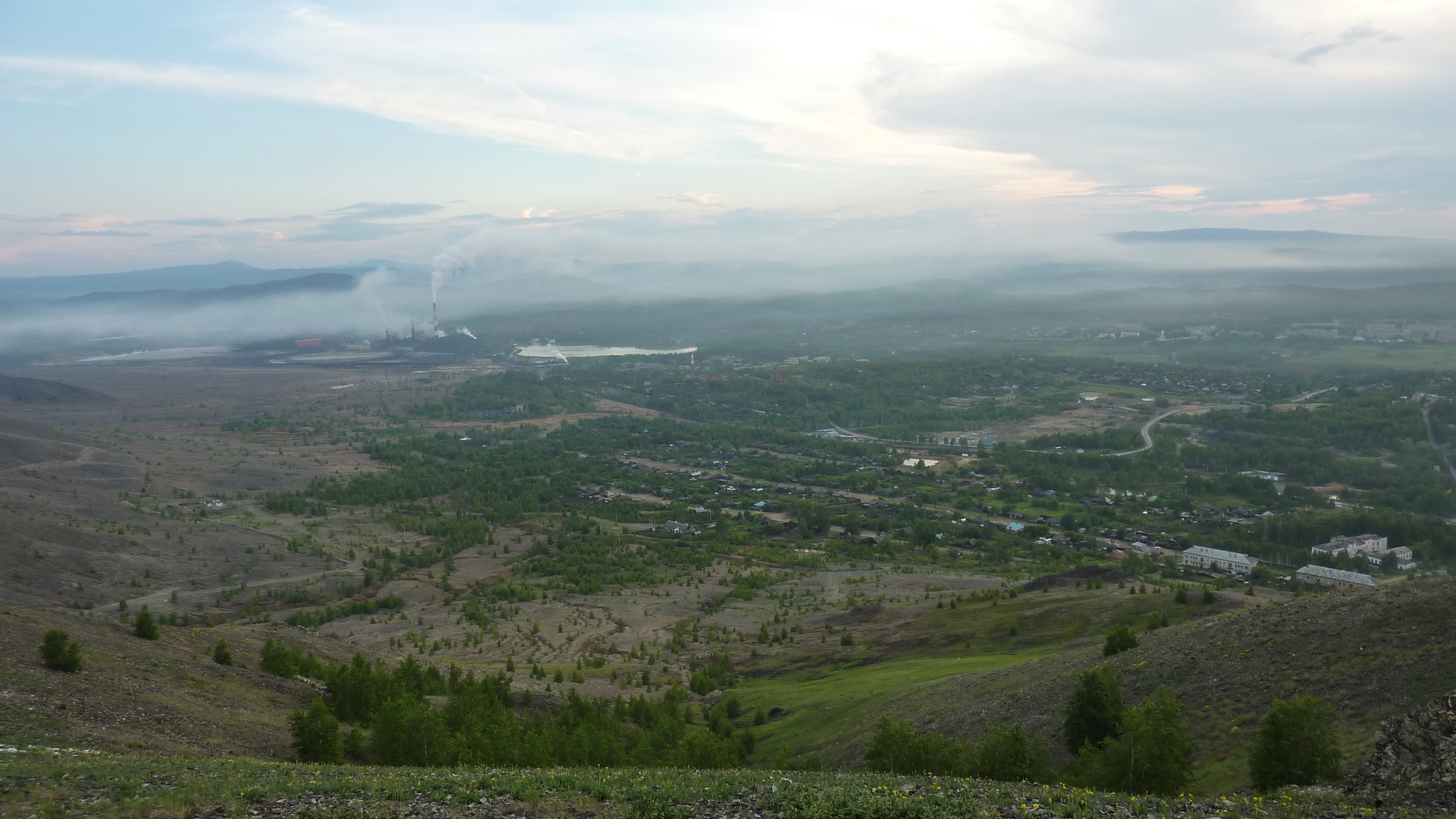
Widok miasta